# Chamoy (salsa)

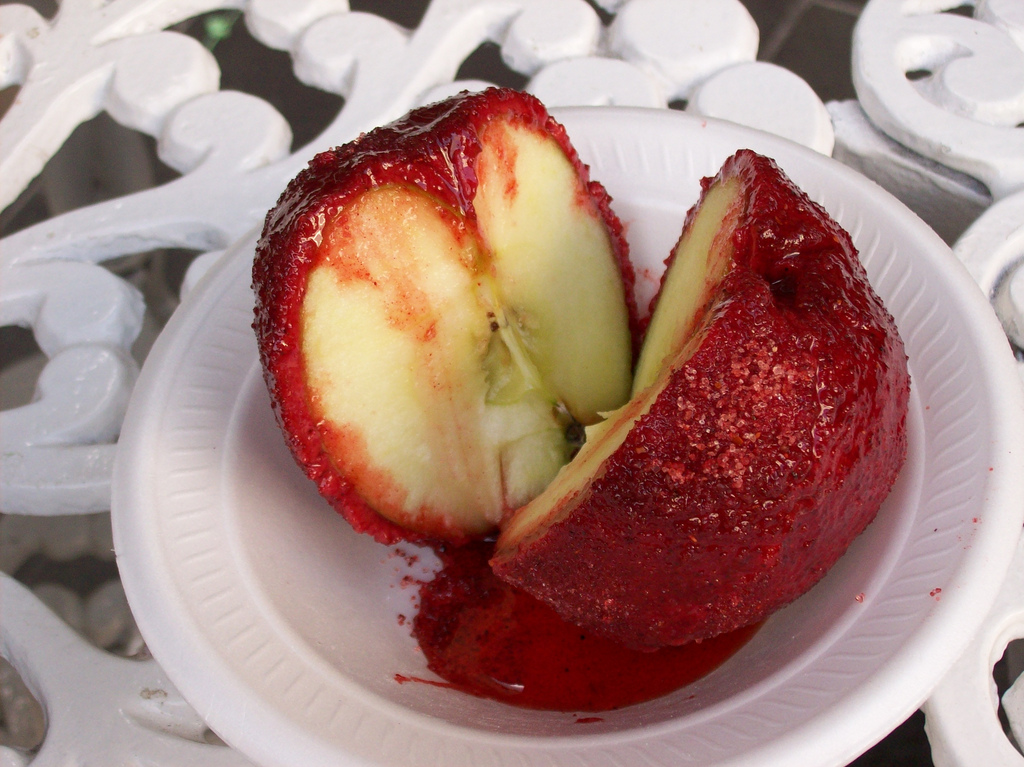
Manzana cubierta de chamoy

El chamoy es un condimento mexicano hecho a base de fruta deshidratada, chile, sal, azúcar y agua, de sabor entre dulce y ácido. Generalmente es un aliño en polvo, pero también se usa de forma líquida. Su procedencia deriva del umeboshi, un platillo japonés tradicional realizado a base de albaricoques japoneses o ciruela china encurtidos que se acostumbran teñir con colorantes rojos.
El chamoy se prepara con frutas como chabacano o mango, pero sobre todo con chabacano y puede consumirse solo o como salsa acompañando otros platillos. Se usa acompañando botanas como frituras, frutas o verduras y en la preparación de bebidas.
"Chamoy" podría derivar de la palabra cantonesa 西梅, see mui ([siː muːi]).